# OSBP2
OSBP2‏ (Oxysterol binding protein 2) هوَ بروتين يُشَفر بواسطة جين OSBP2 في الإنسان.